# Delta Rhythm Boys

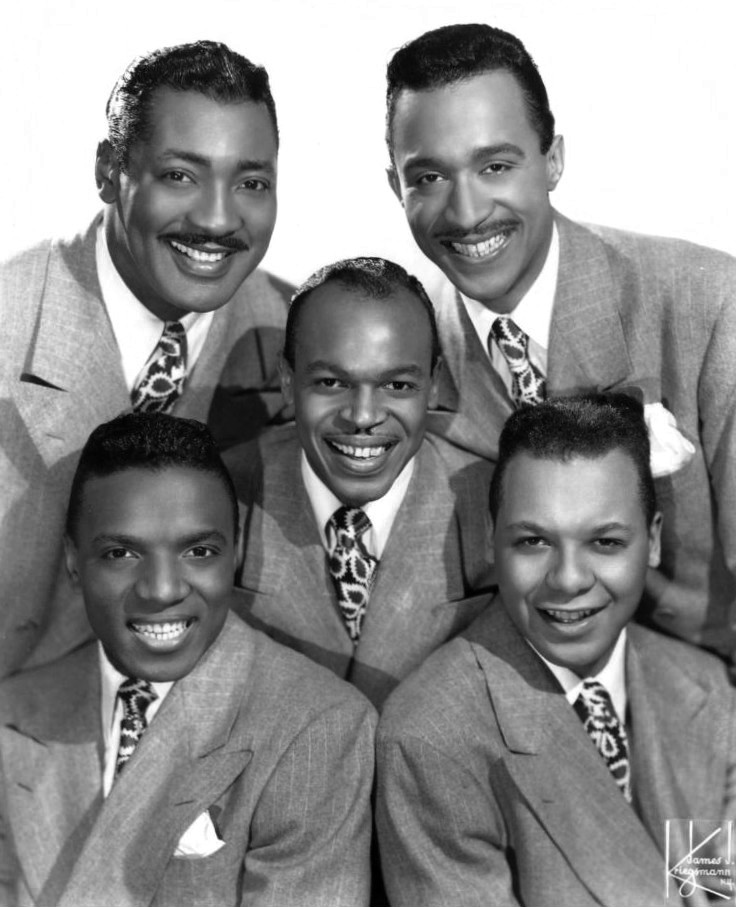
Delta Rhythm Boys

The Delta Rhythm Boys foram um grupo vocal americano ativo por mais de 50 anos, 1934 à 1987.
História
O grupo foi formado primeiramente na Universidade de Langston em Oklahoma, em 1934 por Elmaurice Miller, Traverse Crawford, Essie Joseph Adkins, e Otho Lee Gaines. Em 1936, eles se mudaram para Dillard University, em New Orleans, Louisiana, onde trabalhou sob Frederick Municipal e tomou o nome Quarteto Frederick Hall. Clinton Holland (logo substituído por Carl Jones) e Kelsey Pharr substituíram Miller e Adkins. Rene DeKnight tornou-se seu pianista.
O grupo apareceu muitas vezes na década de 1940 em programas de rádio, como Amos e Andy e a Joan Davis Mostrar, e realizando shows na Broadway. Eles também apareceram extensivamente em filme-15, incluindo You'll Never Get Rich com Fred Astaire e Rita Hayworth. Além de suas próprias gravações, eles serviram como vocalistas de fundo para Charlie Barnet, Mildred Bailey, Ella Fitzgerald, e Ruth Brown.
Um dos seus lançamentos mais bem sucedidos era uma versão vocal do Glenn Miller hit instrumental "I Dreamt I Dwelt in Harlem", de 1941, com letra de amigos Feyne e música de Glenn Miller Orchestra arranjador e compositor Jerry Gray, Ben Smith, e Leonard Ware.
Também memorável é a sua versão 1950 da canção espiritual "Dem Bones", um disco de sucesso para eles, e que eles se apresentaram na televisão extensivamente, e atualmente é revivido com pelo menos dois posts no YouTube.
Anos mais tarde
Na década de 1950, começaram a acumular uma grande base de fãs na Europa, particularmente na Escandinávia, onde eles gravaram canções misturando Inglês e sueco. Enquanto isso, sua fama estava diminuindo na América, então em 1956, o grupo se mudou para a Europa e se apresentou lá por mais algumas décadas.
Em 1960, Kelsey Pharr morreu no Havaí e Carl Jones saiu por motivos pessoais. Eles foram substituídos por Hugh Bryant e Herb Coleman. Coleman e Crawford morreram na década de 1970 e foram substituídos por Walter Tremmel e Ray Beatty.
Lee Gaines morreu de câncer em Helsínquia, em 15 de julho de 1987. No funeral de Gaines, Hugh Bryant entrou em colapso durante a execução, e morreu, aparentemente de um ataque cardíaco.
Os Delta Rhythm Boys foram posteriormente introduzido no Grupo Salão Vocal of Fame.
A versão Delta Rhythm Boys de "Alouette" foi usada em um comercial para Target em 2012.